# Chi Gà tây
Gà tây hay còn gọi là gà lôi là tên gọi của một trong hai loài chim lớn thuộc chi Meleagris, có nguồn gốc từ những khu rừng hay cánh đồng của Bắc Mỹ. Gà tây được xếp vào bộ Galliformes (bộ Gà). Chúng thường được coi là một họ độc lập với danh pháp khoa học Meleagrididae, tuy nhiên gần đây một số nhà điểu học, như Hiệp hội điểu học Bắc Mỹ, lại xếp chúng như là phân họ Meleagridinae cũng như gà lôi và các phân họ liên quan trong họ Trĩ (Phasianidae), tuy nhiên điều này chưa được công nhận rộng khắp.

## Các loài
Có hai loài là gà tây hoang Bắc Mỹ (M. gallopavo) và gà tây mắt đơn Trung Mỹ (M. ocellata). Ngoài ra gà tây đã được thuần hóa thành loại gia cầm là gà tây nhà.

## Tại Việt Nam

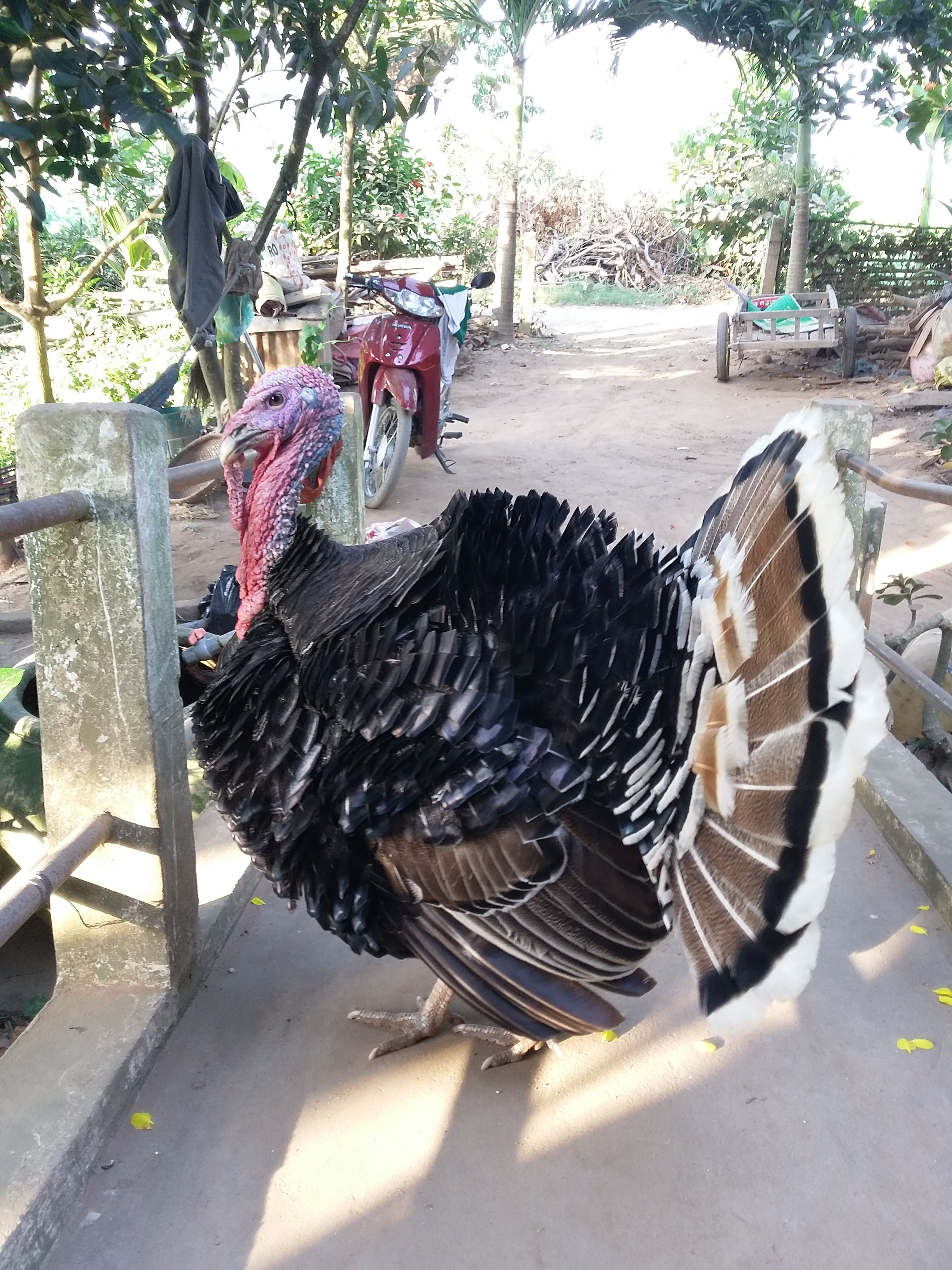
Giống gà lôi thường được nuôi ở huyện An Phú tỉnh An Giang.

Trong tiếng Việt, chúng được gọi là gà tây hay gà lôi vì chúng được du nhập vào Việt Nam từ các nước phương Tây. Gà tây trống có thân hình lớn hơn gà tây mái. Khi con người đem về thuần hóa để cho chúng trở thành loài gia cầm thì trọng lượng của gà tây trống có thể đạt từ 7,8 kg cho đến 11 hay 12 kg. Trong khi đó, gà tây mái thì có thể trọng nhỏ hơn, chỉ khoảng 3 cho đến 4 kg.
Ngoài thiên nhiên, gà tây có thể bay như thiên nga hay ngỗng trời, nhưng khi được thuần hóa, chúng có thân hình quá nặng nề nên không thể bay dù chỉ một đoạn ngắn. Và ngoài thiên nhiên, gà tây chỉ có một loại là màu đen, nhưng sau khi được thuần chủng và lai tạp, chúng có thêm một loại trắng và bông.
Gà tây trống khi đạt đến tuổi trưởng thành là khoảng 10 tháng, vì chúng có thể trọng lớn. Còn gà tây mái trưởng thành sớm hơn, khoảng 8 tháng tuổi. Gà tây con rất khó nuôi, nhưng khi chúng được 2 tháng tuổi, chúng sẽ lớn rất nhanh. Gà tây trống khi trưởng thành, có thể xòe đuôi ra giống như một con công, gà tây mái cũng có thể làm được, nhưng rất hiếm thấy. Khi trời vừa sáng, gà tây trống thường xòe đuôi, ve vãn gà mái, để đáp lại, gà mái cũng xòe đuôi, nhưng nhỏ hơn gà trống.
Thịt gà tây thường được người Mỹ và người các nước phương Tây dùng cho các món nướng và ngày nay, chúng được dùng nhiều cho lễ Tạ ơn hay những buổi tiệc gia đình.

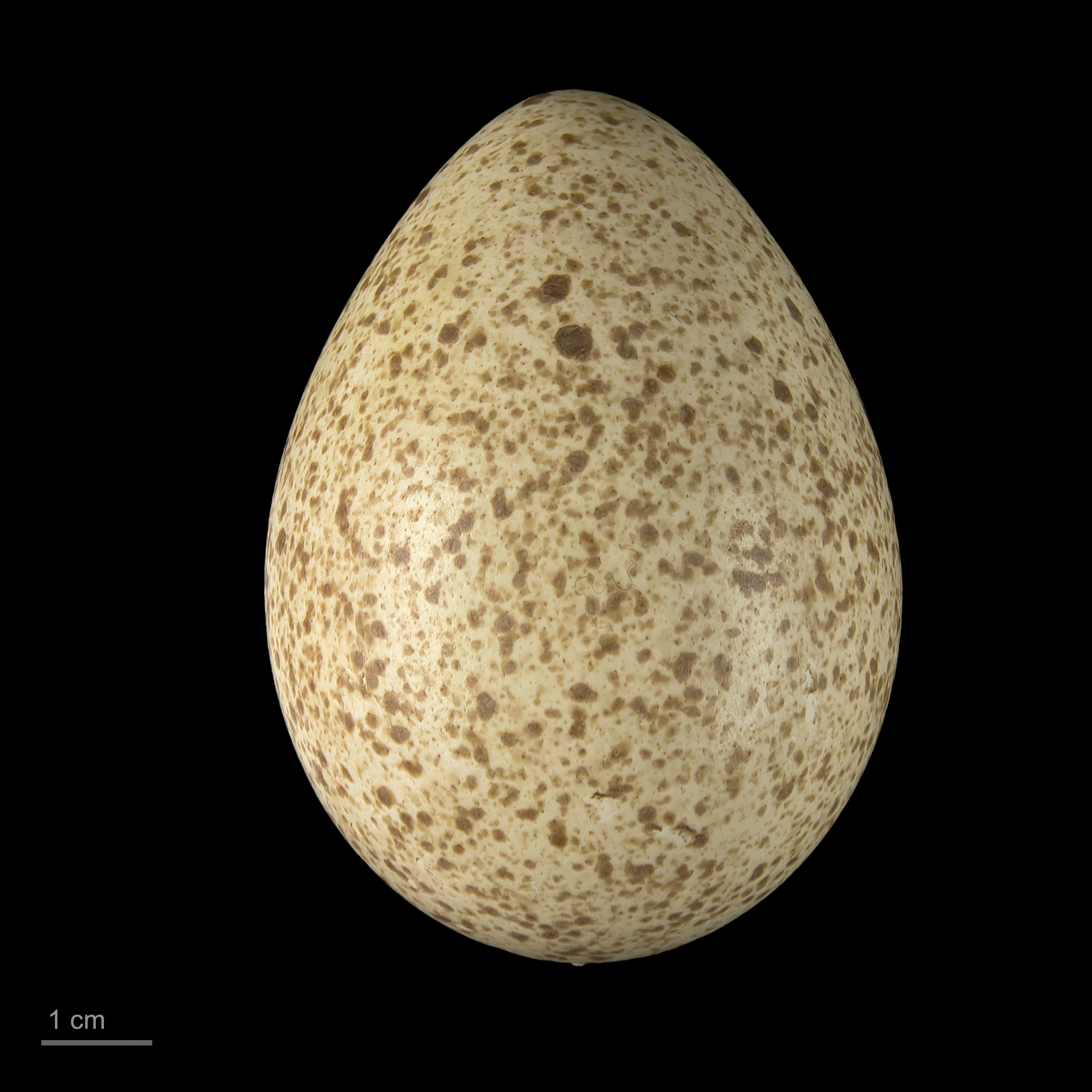
Meleagris gallopavo